# Jaroslav Havlíček
Jaroslav Havlíček (* 3. Februar 1896 in Jilemnice; † 7. April 1943 in Prag) war ein tschechischer Schriftsteller.

## Leben
Nach dem Besuch der Realschule in Jičín, absolvierte er das Abitur an der Handelsakademie in Chrudim und begann anschließend mit dem Studium an Tschechischen Technischen Universität Prag. 1915 nahm er als einjähriger Freiwilliger am Ersten Weltkrieg teil. Er kämpfte in Russland, Italien und 1919 in der Slowakei. Danach arbeitete er als Angestellter und studierte nebenher auf der Hochschule weiter.
Seine Geschichten publizierte er in verschiedenen Zeitschriften.

## Werk
Sein Schreiben beeinflusste Bibelleser und Spiritualisten, seine Romane spielen meist in Kleinstädten des 19. und 20. Jahrhunderts. Havlíček war Mitglied der Gruppe 42.
In deutscher Übersetzung wurden vom Ostberliner Verlag Rütten & Loening zwei Romane publiziert:
Petroleumlampen spielt im Zeitraum von ca. 1870 bis 1904 in der Kleinstadt Jilemnice im Riesengebirge. Heldin ist die extrovertierte, aber unansehnliche Štěpka, Tochter des Baumeisters Kilián. Als sie eine alte Jungfer zu werden droht, willigt sie in die Hochzeit mit ihrem nichtsnutzigen Vetter Pavel Malina ein, einem verabschiedeten Hauptmann der k.u.k. Armee. Zu spät stellt sie fest, dass ihr Mann Syphilitiker ist, ihren Kinderwunsch nicht erfüllen kann und sie nur geheiratet hat, um das von ihm beinahe in den Ruin getriebene Familiengut mit ihrer Aussteuer zu sanieren. Das Buch wurde verfilmt.
Der Unsichtbare (ebenfalls verfilmt): Eine reiche Familie zerfällt. Hauptfigur ist ein Ingenieur, der die Erbin der Fabrik heiratet. Nach der Vermählung stellt er fest, dass in ihrem Haus ein verrückter Onkel lebt, der glaubt unsichtbar zu sein. Dieser zerstört nach und nach die Ehe, bis die Frau selbst verrückt wird.

## Werke
- Skleněný vrch – Erzählung, nach der 1942 der Film Barbora Hlavsová gedreht wurde
- Neopatrné panny – 1941, geschrieben 1929–1932
- Vyprahlé touhy – 1935
  - überarbeitet als: Petrolejové lampy – 1944, verfilmt; deutsch: Petroleumlampen, Rütten & Löning, Berlin 1983
- Neviditelný – 1937, verfilmt; deutsch: Der Unsichtbare, Rütten & Löning, Berlin 1977
- Ta třetí – 1939, verfilmt
- Helimadoe – 1940, verfilmt
- Synáček – 1942
- Zánik městečka Olšiny – 1944
- Zázrak flamendrů – 1964
- Prodavač času – 1968
- Hodinky pana Balabána – 1986